# Lipps Inc
Lipps Inc. (vyslovuj jako lip-sync) byl americký studiový projekt Stevena Greenberga, který má počátky v americkém městě Minneapolis, odkud Greenberg rovněž pochází. Skupina se skládala ze Stevena Greenberga (producent, skladatel), Cynthie Johnsonové, Melanie Rosalesové a Margaret Coxové.
Skupina má na kontě několik hitů, z těch nejznámější je například "Funkytown" (#1 U.S.) a "Rock It" (#64 U.S.).

## Složení skupiny
- Steven Greenberg
- Cynthia Johnson
- Melanie Rosales
- Margaret Cox

## Diskografie

### Alba
- 1979: Mouth to Mouth
- 1980: Pucker Up
- 1981: Designer Music
- 1982: 4
- 1985: Hit The Deck/Does Anybody Know Me

### Singly
- 1979: "Rock It"
- 1979: "How Long"
- 1980: "Funkytown"
- 1980: "Designer Music"
- 1981: "All Night Dancing"
- 1981: "Jazzy"
- 1981: "There They Are"
- 1982: "Tight Pair"
- 1982: "Addicted To The Night"
- 1983: "Hold Me Down"
- 1983: "Choir Practice"
- 1983: "Hit The Deck"
- 1984: "Does Anybody Know"
- 1985: "Power"
- 1985: "Gossip Song"